# Abel Chivukuvuku
Abel Epalanga Chivukuvuku (n. Huambo, 11 de noviembre de 1957) es un político angoleño, integrante de la Unión Nacional para la Independencia Total de Angola (UNITA) y líder político de la Convergencia Amplia para la Salvación de Angola - Coalición Electoral (CASA-CE) entre 2012 y 2018. Se desempeñó como Jefe del Parlamento de UNITA desde octubre de 1998 hasta septiembre de 2000.
Margarida Chivukuvuku, esposa de Pedro Chivukuvuku, dio a luz a Abel en Luvemba, provincia de Huambo en 1957. Sus padres lo matricularon en la Misión Dondi, la escuela primaria Bela Vista y la Escuela Secundaria Nacional de Huambo. Se unió a UNITA en 1974 y a su brazo armado, las Fuerzas Armadas de Liberación de Angola , en 1976. Chivukuvuku se convirtió en representante de UNITA en el resto de África en 1979. Posteriormente se desempeñó como representante de Angola en Portugal y el Reino Unido . Regresó a Angola y participó en las elecciones parlamentarias de 1992 . Sufrió heridas en la Masacre de Halloween que siguió.. La policía del MPLA lo arrestó y lo retuvo hasta 1997. No tomó partido en las disputas entre facciones de UNITA en la década de 1990 y sus compañeros parlamentarios lo eligieron Jefe del Parlamento de UNITA en octubre de 1998. Ocupó el cargo hasta septiembre de 2000. Más tarde, a partir de 2004 , se desempeñó como miembro del Parlamento Panafricano de Angola.
En 2012, Chivukuvuku dejó la UNITA y fundó la alianza electoral Convergencia Amplia  para la Salvación de Angola - Coalición Electoral (CASA-CE), que se convirtió en uno de los principales contendientes en las elecciones legislativas de 2012, ganando el 6% de los votos y 8 escaños. En las elecciones de 2017, la coalición aumentó a 9% de los votos y duplicó su representación a 16 escaños. En 2019, Chivukuvuku abandonó CASA-CE para establecer una coalición con la UNITA, el Frente Patriótico Unido, con miras a las elecciones de 2022.